# 改宗
改宗（かいしゅう、 conversion）は、従来信仰してきた宗旨を捨てて、他の宗旨に改めることである。自らの家長や氏族、自治会などの意思で自発的に改宗する場合と、政策などにより強制的に改宗させられる場合（強制改宗）とに分けることができる。
日本仏教における各宗旨間の改宗は宗旨替えともいう。正教会・カトリック教会においては、他教派から自教派に宗旨を改めることを帰正と呼ぶ。

## 改宗の背景
人が改宗する背景には様々な理由がある。純粋に個人の宗教的な動機から改宗する場合もあるが、時の支配者や政府によって強制改宗させられる場合もある。江戸時代から明治初期の日本においては、人々は強制的に寺の檀家に組み入れられ、キリシタンなど禁制の宗教には激しい弾圧が加えられ、多くの人々が自分の宗教を捨て、仏教へと改宗させられていった。またスペインの歴史においては、それまでのイスラム教徒からキリスト教徒による支配に代わった際に、同国内のイスラム教徒やユダヤ教徒に対し、強制的に改宗を迫るということがあった。
強制でなくとも、時の政策が改宗を後押しする場合もある。イスラム教徒の支配地域では、歴史的にキリスト教徒やユダヤ教徒らに対し、ジズヤという税金を課した上で信教の自由を認めていることも多かったが、税金の負担を嫌い、イスラム教徒に改宗する者が後を絶たなかったという。
また、弾圧などを恐れて改宗したように装いながら、実際はそれまでの信仰を継続する場合もある（例：日本の隠れキリシタンなど）。
民主主義社会では信教の自由を認めることは必須用件である。法的には信教の自由がある以上改宗すること自体は全く自由である。日本では日本国憲法第19条で思想信条の自由、第20条で信教の自由が保障されている。しかし一方でいわゆる先進国とされる国でも、その社会でマイノリティにあたる宗教に改宗した者がコミュニティから異端視され排除されたり、差別を受け人権侵害に到るケースもある。

## キリスト教への改宗者

### パウロ
新約聖書の『使徒行伝』によれば、初期キリスト教の重要な伝道者として有名なパウロは、もとテント職人でベンヤミン族に属するユダヤ人であったとされる。パウロはファリサイ派に属し、エルサレムで高名なラビガマリエル1世のもとで学んだとされ、そこでキリスト教徒と出会うが、熱心なユダヤ教徒として彼は当初はキリスト教徒たちを迫害する側についていた。ところが、ダマスカスへの途上で、復活したイエスに出会い、その声を聞いたのち、目が見えなくなってしまった。そして、アナニアというキリスト教徒が神告によりサウロ（パウロ）のために祈るとサウロの目から鱗のようなものが落ちて、目が見えるようになったと言われる。こうしてパウロはキリスト教に改宗した。

### アウグスティヌス
『神の国』の著者として知られる、4世紀から5世紀にかけての神学者アウグスティヌスは、キリスト教徒の母モニカと異教徒の父パトリキウスの子として、北アフリカに生まれた。キリスト教に回心する前はマニ教を信奉していたが、キケロの『ホルテンシウス』を読み哲学に関心をもち、マニ教と距離をおくようになったという。ローマに赴き、その後ミラノで弁論術の教師をするうち、ミラノの司教アンブロジウスおよび母モニカの影響によって洗礼を受けキリスト教徒となった。

### ヴィドゥキント
フランク王国のカール大帝に敗れ、8世紀末葉にキリスト教に改宗したサクソン人にヴィドゥキントがいる。神聖ローマ皇帝オットー1世はその子孫である。

## イスラム教への改宗者
イスラム教への改宗は「英: reversion」と表されることがある。これにはフィトラが関係する。

### モハメド・アリ
アフリカ系アメリカ人のプロボクサー、カシアス・マーセラス・クレイ・ジュニアは、後にイスラム教へ改宗したのを機に「モハメド・アリ」に改名した。

### NBA選手
NBA歴代最多得点を上げているカリーム・アブドゥル＝ジャバーはイスラム教に改宗する前は（ルー・アルシンダー）という名であった。またマクムード・アブドゥル＝ラウーフはイスラム教に改宗する前、（クリス・ジャクソン）という名であった。アブドゥル＝ラウーフはイスラム教に改宗後、試合前の国歌斉唱の際に起立を拒んだことが知られている。

### トルシエ元サッカー日本代表監督
元サッカー日本代表監督のフィリップ・トルシエは2006年にモロッコでイスラム教に改宗し、モロッコ人の養子をもらった。名前もオマル・トルシエに改名したが仕事上ではフィリップ・トルシエを使用している。

## 仏教への改宗者

### 大村藩主
大村純忠の長男でドン・サンチョという洗礼名を持つカトリックだった喜前（嘉前とも、初代藩主）は関ヶ原の戦いの2年後の慶長7年（1602年）に熱狂的な日蓮宗信者だった加藤清正に勧められ日蓮宗に改宗し、大村藩領内におけるカトリックを弾圧した。しかしそのため、元和2年8月8日（1616年9月18日）に迫害されたことを恨んだカトリックによって毒殺されてしまった。

### アーンベードカル
独立インド初期の政治家でインド憲法（en）の父アーンベードカルは不可触賤民の出身で晩年（1956年10月14日）に約50万人の人々と共にヒンドゥー教から仏教に集団改宗し、不可触賤民を中心にカースト制度に縛られない仏教を広め、仏教復興運動を始めた。

### バッジョ元サッカーイタリア代表選手
元サッカーイタリア代表選手のロベルト・バッジョ（バッジオ、バッジォとも）は1987年ごろにキリスト教ローマ・カトリックから創価学会（元日蓮正宗内の法華講）に改宗したことで有名。

## その他

### 改宗をめぐる衝突
- 2018年11月、先住民保護のために上陸が禁止されているインド・北センチネル島に、先住民を改宗させる目的で向かったアメリカ人宣教師が上陸直後に殺害されている[5]。